# LatticeMico32
Le LatticeMico32 est un processeur softcore 32 bits produit par Lattice Semiconductor, optimisé pour les FPGA. Il utilise une architecture Harvard.
Le LaticeMico32 est sous une licence IP core (en) libre. Cela veut dire que son usage n'est pas restreint aux FPGA Lattice, et qu'il peut être légalement utilisé sur n'importe quelle architecture hôte (FPGA, ASIC, émulation virtuelle...). Le processeur et les outils de développement sont disponibles tous deux sous forme de code source, permettant à des tiers d'implémenter des changements à l'architecture du processeur.

## Caractéristiques
- Architecture RISC load/store (en).
- Bus de données 32 bits.
- Instructions 32 bits.
- 32 registres à usage général.
- Jusqu'à 32 interruptions externes.
- Jeu d'instructions configurable incluant des instructions définies par l'utilisateur.
- Caches optionnels.
- Mémoires pipeline optionnelles.
- Interface mémoire double Wishbone.
- Entrés/sorties mappées.
- Pipeline à 6 étages.

## Outils de développement
- Compilateur GCC - C/C++.
- Binutils - Assembleur, éditeur de lien utilitaires binaires.
- GDB - Débogueur.
- Eclipse - IDE.
- Newlib - Bibliothèque C.
- uCos-II, uITRON, RTEMs - RTOS.
- uCLinux - O/S.

## Source
- (en) Cet article est partiellement ou en totalité issu de l’article de Wikipédia en anglais intitulé « LatticeMico32 » (voir la liste des auteurs).